# Ernst Rebentisch
Ernst Rebentisch (* 31. Januar 1920 in Offenbach am Main; † 3. Dezember 2013 in Kronberg im Taunus) war ein deutscher Offizier in der Wehrmacht, später Chirurg und Sanitätsoffizier in der Bundeswehr. Zuletzt war er Generaloberstabsarzt und Inspekteur des Sanitäts- und Gesundheitswesens.

## Leben
Rebentisch kam als jüngstes von sechs Kindern des Ärztlichen Direktors des Stadtkrankenhauses Offenbach Erich Rebentisch zur Welt. Nach dem Abitur 1937 absolvierte er den obligaten Reichsarbeitsdienst. Danach wurde er Offizieranwärter und 1939 Leutnant. Im Zweiten Weltkrieg war er Hauptmann und 1944 Major im Heer (Wehrmacht). Hochdekoriert, führte er zeitweise das Panzerregiment 23 der 23. Panzer-Division an der Ostfront. Am 12. Januar 1945 wurde er am Gefechtsstand in Borbálapuszta (Komitat Fejér, Ungarn) schwer verwundet. Er war für längere Zeit in einem Lazarett und kam dann als Stabsoffizier zum Oberkommando des Heeres in Berchtesgaden. Bei Kriegsende wurde er von den Amerikanern interniert. 1963 veröffentlichte Rebentisch im Selbstverlag das Buch Zum Kaukasus und zu den Tauern – Die Geschichte der 23. Panzerdivision (1941–1945).
In der Nachkriegszeit in Deutschland studierte Rebentisch bis 1950 an der Ludwig-Maximilians-Universität München Medizin. Anschließend folgte die chirurgische Facharztausbildung in Offenbach. 1959 trat er als Sanitätsoffizier in die Bundeswehr ein. Er war Leitender Sanitätsoffizier (LSO) eines NATO-Verbindungsstabes, später Referent im Bundesministerium der Verteidigung und Divisionsarzt. Rebentisch trieb den Aufbau der Reservelazarettorganisation voran. Von 1969 bis 1973 war er Kommandeur der Akademie des Sanitäts- und Gesundheitswesens der Bundeswehr in München, danach Stellvertreter des Inspekteurs des Sanitäts- und Gesundheitswesens. Ab Oktober 1976 war er selbst im Dienstgrad eines Generaloberstabsarztes Inspekteur des Sanitätsdienstes. Rebentisch leitete 1972 den Sanitätseinsatz bei den Olympischen Sommerspielen in München. Mit Ablauf des März 1980 wurde er in den Ruhestand versetzt.
Bereits als Bundeswehrsoldat war Rebentisch Lehrbeauftragter für Katastrophen- und Wehrmedizin an der Technischen Hochschule München, die ihn 1975 zum Honorarprofessor ernannte. Rebentisch engagierte sich in der von ihm 1980 mitgegründeten Deutschen Gesellschaft für Katastrophenmedizin, deren erster Präsident er war. Er leitete von 1980 bis 1991 den Ausschuss Katastrophenmedizin der Bundesärztekammer und war Mitglied ihres Wissenschaftlichen Beirats. Rebentisch setzte sich offensiv mit Kritikern aus der um 1980 starken  IPPNW Deutschland – Internationale Ärzte für die Verhütung des Atomkrieges auseinander.
Rebentisch hatte einen Sohn, war evangelisch und verheiratet und lebte zuletzt in Kronberg im Taunus.

## Auszeichnungen
- Eisernes Kreuz (1939) II. und I. Klasse
- Deutsches Kreuz in Gold (1944)
- Ehrenmitglied der Vereinigung der Bayerischen Chirurgen[3]
- Verdienstorden der Bundesrepublik Deutschland, Verdienstkreuz 1. Klasse (1971)
- Großes Verdienstkreuz (1976)
- Großes Verdienstkreuz mit Stern (1979)
- Kommandeurkreuz der Legion of Merit
- Paracelsus-Medaille der deutschen Ärzteschaft (2009)[4]

## Publikationen
- 23. Panzerdivision. Zum Kaukasus und zu den Tauern. Die Geschichte der 23. Panzerdivision 1941 - 1945. Ernst Rebentisch. Stuttgart, Verband ehemaliger Angehöriger der 23. Panzerdivision. 1963 und 1982
- The Combat History of the 23rd Panzerdivision in World War II. Ernst Rebentisch. Stackpole Co., Taschenbuch 2012 (ISBN 978-0811710862)
- als Hrsg.: Wehrmedizin. Ein kurzes Handbuch mit Beiträgen zur Katastrophenmedizin. Urban & Schwarzenberg, München/Wien/Baltimore 1980.
- Handbuch der Medizinischen Katastrophenhilfe. Ernst Rebentisch. Werk Verlag Dr. Edmund Banaschewski, 1988
- Die Gesundheit der Soldaten. Dokumente zum Sanitäts- und Gesundheitswesen der Bundeswehr. Ernst Rebentisch. Reed Elsevier Medival Verlag, Gräfelfing 1995
- Über 100 wissenschaftliche Publikationen in Fachzeitschriften